# Costa Rica en los Juegos Olímpicos de Río de Janeiro 2016
Costa Rica participó en los Juegos Olímpicos de Río de Janeiro 2016 con un total de diez deportistas, que compitieron en seis deportes. El atleta Nery Brenes fue el abanderado en la ceremonia de apertura.

## Participantes

### Atletismo
Los atletas costarricenses lograron clasificarse en los siguientes eventos:
| Atleta         | Evento                             | Eliminatoria | Eliminatoria | Semifinal | Semifinal | Final     | Final     |
| Atleta         | Evento                             | Resultado    | Posición     | Resultado | Posición  | Resultado | Posición  |
| -------------- | ---------------------------------- | ------------ | ------------ | --------- | --------- | --------- | --------- |
| Nery Brenes    | 200 metros masculinos              | 20.20        | 1 C          | 20.33     | 6         | No avanzó | No avanzó |
| Nery Brenes    | 400 metros masculinos              | 45.53        | 2 C          | 45.02     | 6         | No avanzó | No avanzó |
| Sharolyn Scott | 400 metros con obstáculos femenino | 58.27        | 7            | No avanzó | No avanzó | No avanzó | No avanzó |

| Atleta          | Evento                  | Clasificación | Clasificación | Final     | Final     |
| Atleta          | Evento                  | Distancia     | Posición      | Distancia | Posición  |
| --------------- | ----------------------- | ------------- | ------------- | --------- | --------- |
| Roberto Sawyers | Lanzamiento de martillo | 70.08         | 10            | No avanzó | No avanzó |

### Ciclismo

#### Ruta
| Atleta        | Evento         | Tiempo  | Posición |
| ------------- | -------------- | ------- | -------- |
| Andrey Amador | Ruta masculino | 6:30:05 | 54       |

#### Montaña
| Atleta         | Evento                  | Tiempo  | Posición |
| -------------- | ----------------------- | ------- | -------- |
| Andrey Fonseca | Cross-country masculino | 1:44:54 | 33       |

### Judo
Un yudoca costarricense se clasificó a la categoría de 73 kg. Miguel Murillo consiguió la plaza continental de la región panamericana como el yudoca costarricense mejor posicionado fuera de la posición de clasificación directa en el Clasificación Mundial de la FIJ del 30 de mayo.
| Athlete        | Event            | Primera ronda | Segunda ronda       | Tercera ronda | Cuartos de final | Semifinal | Repechaje | Final / MB | Final / MB |
| Athlete        | Event            | Resultado     | Resultado           | Resultado     | Resultado        | Resultado | Resultado | Resultado  | Posición   |
| -------------- | ---------------- | ------------- | ------------------- | ------------- | ---------------- | --------- | --------- | ---------- | ---------- |
| Miguel Murillo | 73 kg masculinos | Exento        | Ono (JPN) P 000–100 | No avanzó     | No avanzó        | No avanzó | No avanzó | No avanzó  | No avanzó  |

### Natación
El país recibió una invitación por universalidad de parte de la Federación Internacional de Natación para enviar una nadadora a los Juegos:
| Atleta           | Evento                              | Eliminatoria | Eliminatoria | Semifinal | Semifinal | Final     | Final     |
| Atleta           | Evento                              | Tiempo       | Posición     | Tiempo    | Posición  | Tiempo    | Posición  |
| ---------------- | ----------------------------------- | ------------ | ------------ | --------- | --------- | --------- | --------- |
| Marie Laura Meza | 100 metros estilo mariposa femenino | 1:02,01      | 36           | No avanzó | No avanzó | No avanzó | No avanzó |

### Triatlón
El deportista Leonardo Chacón competirá en los Juegos al ubicarse dentro de los 40 deportistas elegibles para el evento masculino de acuerdo a la Clasificación Olímpica de la Unión Internacional de Triatlón del 15 de mayo de 2016.
| Atletas         | Evento           |       | Trans 1 |       | Trans 2 |       | Tiempo total | Posición |
| --------------- | ---------------- | ----- | ------- | ----- | ------- | ----- | ------------ | -------- |
| Leonardo Chacón | Evento masculino | 18:11 | 0:48    | 55:43 | 0:38    | 33:46 | 1:49.06      | 30       |

### Playa
El equipo femenil de voleibol de playa se clasificó directamente a los Juegos tras vencer a México en la final de la Copa Continental NORCECA de 2016, en Guaymas. Este será el debut de Costa Rica en ese deporte.
| Atletas                       | Evento          | Eliminatoria                                                 | Posición | Octavos de final | Cuartos de final | Semifinal | Final / MB | Final / MB |
| Atletas                       | Evento          | Puntaje                                                      | Posición | Puntaje          | Puntaje          | Puntaje   | Puntaje    | Posición   |
| ----------------------------- | --------------- | ------------------------------------------------------------ | -------- | ---------------- | ---------------- | --------- | ---------- | ---------- |
| Nathalia Alfaro Karen Charles | Torneo femenino | Grupo F Bawden – Clancy Meppelink – van Iersel Agudo – Pérez | 4        | No avanzó        | No avanzó        | No avanzó | No avanzó  | No avanzó  |